# Leonardo Valdés
Leonardo Valdés Romero (ur. 8 września 1975) – kostarykański szachista i trener szachowy, mistrz międzynarodowy od 2000 roku.

## Kariera szachowa
W połowie lat 90. XX wieku awansował do ścisłej czołówki kostarykańskich szachistów, w 1998 r. zdobywając pierwszy w swojej karierze tytuł indywidualnego mistrza kraju (kolejne wywalczył w latach 2002 i 2007). Pomiędzy 1994 a 2008 r. sześciokrotnie (w tym 2 razy na I szachownicy) wystąpił na szachowych olimpiadach.
Do międzynarodowych sukcesów Leonardo Valdésa należą m.in. dz. II m. w Gwatemali (2000, za Hectorem Leyla, wspólnie z Carlosem Juarezem Floresem i Bernalem Gonzalezem), I m. w Tegucigalpie, dz. I m. w Budapeszcie (2002, turniej First Saturday GM12, wspólnie z Peterem Horvathem), dz. I m. w Panamie (2006, wspólnie z Bernalem Gonzalezem) oraz I m. San José (2010).
Najwyższy ranking w karierze osiągnął 1 lipca 2013 r., z wynikiem 2444 punktów zajmował wówczas 2. miejsce (za Bernalem Gonzalezem Acostą) wśród kostarykańskich szachistów.